# Rising Storm
Rising Storm – samodzielny dodatek do gry Red Orchestra 2: Bohaterowie Stalingradu wyprodukowany przez amerykańskie studio Tripwire Interactive oraz brytyjskie Anti Matter Games. Dodatek został wydany 30 maja 2013 roku przez Tripwire Interactive na platformę PC.

## Fabuła
Akcja gry rozgrywa się na Oceanie Spokojnym (między innymi na wyspach: Corregidor, Guadalcanal i Iwo Jima) w latach 1942–1945. Armia Amerykańska i Korpus Marines walczy z Lądowymi Siłami Specjalnymi Cesarskiej Armii Japońskiej.

## Rozgrywka
W trybie gry wieloosobowej gracz może awansować swoją postać żołnierza do statusu Hero. Status ten umożliwia korzystanie z najrzadszych broni oraz ekwipunku.
Gra została oparta na silniku Unreal Engine 3.

## Wydanie i odbiór
Dodatek został wydany 30 maja 2013 roku przez Tripwire Interactive na platformę PC. W 2013 roku dodatek otrzymał nagrodę Game of the Year Award w kategorii Multiplayer Game of the Year przyznawaną przez czasopismo PC Gamer. W 2014 roku dodatek znalazł się na 30 miejscu listy 100 najlepszych gier komputerowych tego czasopisma. W 2015 roku dodatek znalazł się na dwunastym miejscu listy 25 najlepszych gier symulacyjnych wszech czasów serwisu Rock, Paper, Shotgun. 30 maja 2017 roku została wydana kontynuacja zatytułowana Rising Storm 2: Vietnam.